# Neosho Rapids
Neosho Rapids – miasto w Stanach Zjednoczonych, w stanie Kansas, w hrabstwie Lyon.